# Massimo Rizzo (Fussballspieler)
Massimo Rizzo (* 14. März 1974 in Zürich) ist ein ehemaliger schweizerisch-italienischer Fussballspieler und heutiger -trainer.

## Karriere

### Spieler
Nach seiner Juniorenzeit beim FC Zürich wechselte Rizzo über Baden und YF Juventus zum FC Wil. Dort stieg er mit der Mannschaft auf, spielte im November 2002 beim zweittorreichsten Spiel in der Geschichte der höchsten Schweizer Liga seit 1937 gegen den FC St. Gallen (11:3) und gewann 2004 den Schweizer Cup. Nach dem Abstieg des FC Wil wechselte er zum FC Schaffhausen und anschliessend zu seinem Juniorenverein dem FC Zürich, für dessen zweite Mannschaft er für eine Saison spielte. 2006 wechselte er zum FC United Zürich. Dort beendete er 2010 seine aktive Spielerkarriere.

### Trainer
Noch während seiner Spielerkarriere übernahm Rizzo die ersten Trainerstellen; so coachte er beim FC Zürich, später war er auch Spielertrainer beim FC United Zürich. 2015 war er zusammen mit Alex Kern ad interim Trainer beim FC Zürich, nachdem Urs Meier entlassen worden war. 2016/2017 war er Trainer der U21-Mannschaft der Zürcher. 2017 bis 2019 war er Co-Trainer bei der U18 bzw. der U20 der Schweizer Nationalmannschaft. Im Oktober 2020 wurde Rizzo ad interim Trainer bei der ersten Mannschaft des FCZ. Im Dezember gab die Clubführung bekannt, dass Rizzo definitiv das Amt des Cheftrainers übernehme. Er unterschrieb einen Vertrag über 18 Monate. Am 26. Mai teilte der FC Zürich mit, dass Rizzo das Amt des Cheftrainers per Ende Saison 2020/21 abgeben müsse. Seit 2022 ist er wieder Nachwuchstrainer beim Schweizerischen Fussballverband.

## Privates
Rizzo arbeitete 2004, als Wil im Cup-Final stand, als einziger Spieler des FC Wil noch 60 % auf dem Sekretariat des FC Zürich.

## Erfolge
FC Wil
- Schweizer Cup: 2004